# Edward Berger
Pour les articles homonymes, voir Berger (homonymie).
Edward Berger est un réalisateur et scénariste allemand, né en 1970 à Wolfsburg (Basse-Saxe).

## Biographie

### Jeunesse et formations
Edward Berger naît en 1970 à Wolfsburg, dans la Basse-Saxe. Il est diplômé du Theodor-Heuss-Gymnasium de Wolfsburg. Il fréquente la Haute École d'arts plastiques (Hochschule für Bildende Künste Braunschweig) de 1990 à 1991, puis est transféré à la Tisch School of the Arts de l'université de New York, où il termine ses études de réalisation, en 1994, et où il crée de nombreux courts métrages, qui sont projetés dans de nombreux festivals de films internationaux.

### Carrière
Edward Berger acquiert sa première expérience de travail au sein de la société américaine de production indépendante Good Machine, travaillant, entre autres, sur les films d'Ang Lee et de Todd Haynes. De plus, Edward Berger donne des conférences et organise des ateliers à l'université Columbia, à l'université des arts de Berlin et à la HFF Potsdam.
Pour À l'Ouest rien de nouveau, Edward Berger a reçu trois British Academy Film Awards, ainsi qu'une nomination aux Oscars pour le meilleur scénario adapté. le film a remporté plusieurs Oscars, notamment celui du meilleur long métrage international. Edward Berger a également reçu plusieurs nominations pour le meilleur réalisateur pour Conclave, dont sa première nomination aux Golden Globes.
Il réalise ensuite Ballad of a Small Player, prévu 2025 sur Netflix. Le film s'inscrit dans le cadre d'un partenariat entre le cinéaste et la plateforme.

## Filmographie partielle

### Réalisateur

#### Longs métrages
- 1998 : Gomez – Kopf oder Zahl
- 2001 : Frau2 sucht HappyEnd
- 2014 : Jack
- 2019 : All My Loving
- 2022 : À l'ouest, rien de nouveau (Im Westen nichts Neues)
- 2024 : Conclave
- 2025 : Ballad of a Small Player

#### Téléfilms
- 2007 : Windland
- 2011 : Ein guter Sommer
- 2012 : Mutter muss weg

#### Séries télévisées
- 2001-2002 : Schimanski (2 épisodes)
- 2004 : Bloch (saison 1, épisode 6 : Schwestern)
- 2005 : Double Jeu (Unter Verdacht) (saison 1, épisode 6 : Willkommen im Club)
- 2006-2013 : Tatort (2 épisodes)
- 2008 : Berlin, brigade criminelle (KDD - Kriminaldauerdienst) (3 épisodes)
- 2010 : Polizeiruf 110 (saison 39, épisode 5 : Aquarius)
- 2015 : Deutschland 83 (mini-série, 5 épisodes)
- 2018 : The Terror (3 épisodes)
- 2018 : Patrick Melrose (mini-série, 5 épisodes)
- 2020 : Your Honor (3 épisodes)

### Scénariste

#### Longs métrages
- 1998 : Gomez – Kopf oder Zahl de lui-même
- 2001 : Frau2 sucht HappyEnd de lui-même (co-scénarisé avec Kevin Wotschke)
- 2014 : Jack de lui-même (co-scénarisé avec Nele Mueller-Stöfen)
- 2019 : All My Loving de lui-même (co-scénarisé avec Nele Mueller-Stöfen)
- 2022 : À l'Ouest, rien de nouveau (Im Westen nichts Neues) de lui-même (co-scénarisé avec Lesley Paterson et Ian Stokell)

#### Téléfilm
- 2011 : Ein guter Sommer de lui-même

#### Séries télévisées
- 2005-2006 : Double Jeu (Unter Verdacht) (2 épisodes)
- 2008 : Berlin, brigade criminelle (KDD - Kriminaldauerdienst) (2 épisodes)
- 2010 : Polizeiruf 110 (saison 39, épisode 5 : Aquarius)
- 2019 : Eden (mini-série, 6 épisodes)

### Producteur

#### Longs métrages
- 2019 : All My Loving de lui-même
- 2022 : À l'Ouest, rien de nouveau (Im Westen nichts Neues) de lui-même
- 2025 : Ballad of a Small Player de lui-même

#### Séries télévisées
- 2018 : The Terror (2 épisodes, en tant que producteur exécutif)
- 2020-2021 : Your Honor (10 épisodes, en tant que producteur exécutif)

## Distinctions
Sauf indication contraire, les informations mentionnées dans cette section peuvent être confirmées par la base de données cinématographiques IMDb,  présente dans la section « Liens externes ».

### Récompenses
- Kinofest Lünen 1998 : meilleur film Gomez – Kopf oder Zahl
- Prix Adolf-Grimme 2012 : meilleur film Ein guter Sommer
- Kinofest Lünen 2014 : jury étudiant du meilleur film Jack
- Prix Adolf-Grimme 2003 : meilleure mini-série Deutschland 83
- Goldene Kamera 2016 : meilleure mini-série Deutschland 83
- BAFA 2023 :
  - Meilleur film pour À l'Ouest, rien de nouveau
  - Meilleure réalisation
  - Meilleur scénario adapté
  - Meilleur film en langue étrangère

### Nominations
- Prix Adolf-Grimme 2003 : meilleur épisode Asyl – série policière Schimanski
- International Emmy Awards 2004 : meilleur épisode Asyl - série policière Schimanski
- Prix Adolf-Grimme 2013 : meilleur téléfilm Mutter muss weg
- Berlinale 2014 : Ours d'or du meilleur film Jack
- Deutscher Filmpreis 2015 :
  - Meilleur réalisateur
  - Meilleur scénario (partagé avec Nele Mueller-Stöfen)
- Golden Globes 2025 : Meilleure réalisation pour Conclave